# Геронтий (Николау)
Епи́скоп Геро́нтий (рум. Gherontie, в миру Григорие Николау, рум. Grigorie Nicolau; 1 апреля 1867, Мэнэстиоара, Вранча — 28 декабря 1948, Бухарест) — епископ Румынской православной церкви, епископ Томисский.

## Биография
В 1883—1887 годы обучался в низшей семинарии в Романе. В 1887 году рукоположён во диакона и служил в епископальном соборе в Романе. С 1902 года диакон в церкви «Мадона Дуду». С 1904 года профессор в школе певцов «Псалтихие» в Крайове. Диакон в Бухарестском митрополичьем соборе (1909—1915), параллельно проходил курсы семинара «Central» (1906—1910) и богословского факультета в Бухареста, который окончил в январе 1915 года со степенью лиценциата.
В 1919 году был пострижен в монашество с именем Геронтий, рукоположён в сан иеромонаха в монастыре Черника, возведён в сан архимандрита, и назначен экклесиархом в кафедральном соборе.
23 декабря 1923 года был хиротонисан во епископа Силистрского, викария Томисской епархии.
4 февраля 1926 года был избран епископом Томисским. 14 марта 1926 года состоялась его интронизация.
Во время его архипастырства были построены епископский дворец и ряд церквей в Констанце и епархии. 1 января 1942 года ушёл на покой. Скончался 28 декабря 1948 года в Бухаресте.